# الكسندر جورج غورني
الكسندر جورج غورني (بالإنجليزية: Alexander George Gurney)‏ هو فنان قصص مصورة ورسام كارتون أسترالي، ولد في 15 مارس 1902 في Morice Town ‏ في المملكة المتحدة، وتوفي في 4 ديسمبر 1955 في Elwood, Victoria ‏ في أستراليا.